# Disma Fumagalli

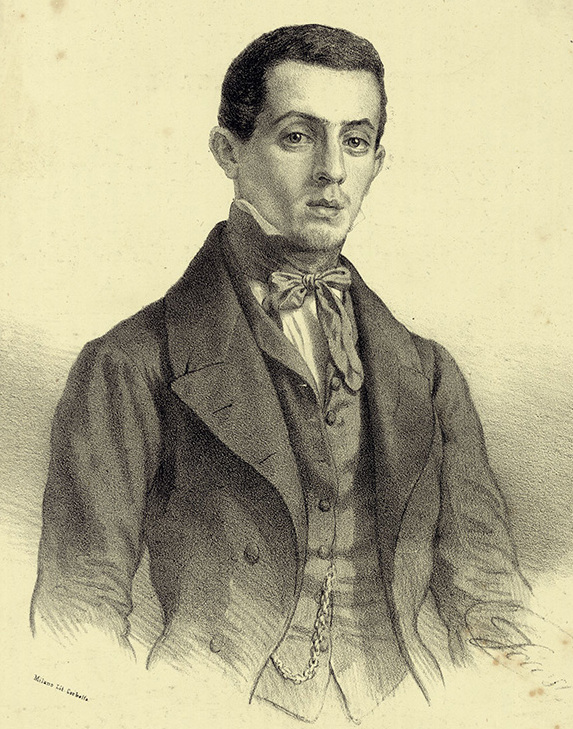
Disma Fumagalli von Roberto Focosi

Disma Fumagalli (* 8. September 1826 in Inzago bei Mailand; † 9. März 1893 in Mailand) war ein italienischer Komponist, Pianist und Musikpädagoge des 19. Jahrhunderts.

## Leben und Wirken
Disma Fumagalli war der Bruder der Komponisten Carlo, Polibio, Adolfo und Luca Fumagalli. Seine ersten Studien im Klavierspiel hatte Disma bei Giuseppe Medaglia in seinem Heimatort Inzago und setzte sie am Mailänder Konservatorium bei Antonio Angeleri (1801–1889) fort, wo er auch Komposition studierte. In den 1850er Jahren wirkte er in Mailand als Pianist in einigen Konzerten seines Bruders Adolfo. Im Jahr 1853 führte er in Vimercate das Klavierkonzert von Friedrich Kalkbrenner (1785–1849) auf; er leitete außerdem 1856 ein Gedenkkonzert für seinen Bruder Adolfo, der am 3. Mai dieses Jahres verstorben war. Im Jahr 1857 wurde er am Mailänder Konservatorium Professor für Klavierspiel, eine Position, die er bis zu seinem Tod innehatte. Zu seinen Schülern gehörten beispielsweise Albino Gorno und Ida Bosisio. Er wurde auch Honorarprofessor an der Congregazione Ponteficia und an der Accademia di Santa Cecilia in Rom, außerdem auch Mitglied der Società Filarmonica in Neapel. Seine Tochter Carla Fumagalli (1858–1949) studierte bei ihm und wurde eine bekannte Konzertpianistin. Dem italienischen König Vittorio Emanuele II. widmete Disma im Jahr 1877 eine Sammlung mit Klavierwerken. In den Jahren 1870 und 1880 war er ein Kommissionsmitglied beim Kompositionswettbewerb der Società del quartetto in Mailand und im Jahr 1881 gehörte er zu den Organisatoren des Kongresses der italienischen Musiker.

## Bedeutung
Disma schuf 334 Kompositionen, alle für Klavier; ein gewisser Teil davon beruht auf Opernmelodien. Sie folgen dem Stil seines jüngeren Bruders Adolfo, wobei sie zwar nicht dessen Begabung aufweisen, aber eine meisterhafte Klaviertechnik im Sinne des stile brillante erfordern. Sie stellen eine Wiederbelebung der klassischen italienischen Instrumentalmusik dar. Seine Werke enthalten eine Reihe von Klavierauszügen, Nocturnes, Capriccios, Divertimentos, Scherzos und Fantasien über Opernthemen, aber vor allem Etüden und klaviertechnische Studienwerke, darunter die Preparazione alla Scuola della velocità op. 209 di Carl Czerny: 12 nuovi studi diteggiati (Mailand, ohne Jahreszahl), also eine "Vorbereitung nach Art der Schule der Geläufigkeit op. 209 von Carl Czerny: 12 neue Fingerübungs-Studien". Besonders bemerkenswert sind auch La rassegnazione op. 22 ("Die Resignation", Mailand ohne Jahreszahl), das Concerto As-Dur op. 83 für Klavier und Streichorchester (Mailand 1856) und Canto della filatrice op. 334 ("Lied der Spinnerin", Mailand ohne Jahreszahl), seine letzte Komposition.

## Werke (Auswahl)
(alle Kompositionen für Klavier, mit Erscheinungsort und -Jahr)

- Originalwerke
  - Grande concerto für Klavier und Streichquartett op. 83 (Mailand 1855)
  - Primo tempo di concerto C-Dur für Klavier und Orchester op. 108 (Mailand 1858)
  - Primo tempo di concerto für Klavier und Streichquartett ad libitum op. 168 (Mailand 1864), Vittorio Emanuele II. gewidmet
  - Canon e due fughe op. 284 (Mailand um 1878)
  - Etüden und didaktische Werke, darunter La scuola del dilettante, 12 studi op. 331 (Mailand 1891)
  - Preparazione alla scuola della velocità op. 209 di Czerny op. 331 (Mailand 1892)
  - Charakterstücke und Tänze
- Bearbeitungen
  - Variazioni brillanti di Frédéric Chopin op. 12, Transkription für zwei Klaviere (Mailand 1874)
  - Allegro brillante di Mendelssohn-Bartholdy op. 92 für zwei Klaviere (Mailand ohne Jahreszahl)
  - zahlreiche Transkriptionen und Fantasien über Opern von Giuseppe Verdi (fast alle Werke), Gioachino Rossini, Vincenzo Bellini, Gaetano Donizetti, Giacomo Meyerbeer, Richard Wagner und anderen.